# Ганчо Василев
Ганчо Василев е български футболист и треньор.

## Клубна кариера
Започва кариерата си в отбора на Напредък (Русе) през 1938 г. За този период има изиграни 87 мача.
През 1941 г. заминава за Германия като студент и играе два сезона за тима на Мюнхен 1860 заедно с Никола Николов и Райчо Богословов. Носител на Купата на Германия през 1942 г. През сезон 1942/43 печели южната дивизия на Гаулига Бавария и достига 1/4-финалите в първенството на Германия. Първо е привлечен за играч във втория отбор на „лъвовете“, но постепенно си пробива път в първия тим. Записва 6 мача за първия отбор, както и 2 приятелски мача с 1 попадение в тях.
От 1943 до 1949 г. играе в чехословашкия Бржевнов (Прага). Тимът играе във второто ниво на чехословашкия футбол.
През 1949 г. е депортиран от Чехословакия и в продължение на три месеца лежи в ареста. Скоро след това брат му му урежда проби в ЦСКА. Василев бива картотекиран и играе два сезона за „червените“. Става шампион на България и носител на Купата на Съветската армия през 1951 г. След това играе за ВВС (София), но треньорът Лозан Коцев не го пуска често в игра. Към края на кариерата си е капитан и играещ треньор на Локомотив (Русе).
През 2018 г. получава почетен медал от ръководството на ЦСКА по повод 70-годишнината на клуба.
Почива на 20 февруари 2022 г. на 101 г. от старост.

## Извън футбола
След 1989 г. е член на СДС. Към 2020 г. е най-възрастният член на партията и получава поздравителен адрес от ръководството по повод 100-годишния си юбилей.
Умира на 20 февруари 2022 г.